# Peripatus juliformis
Peripatus juliformis är en klomaskart som beskrevs av Guilding 1826. Peripatus juliformis ingår i släktet Peripatus och familjen Peripatidae.

## Underarter
Arten delas in i följande underarter:
- P. j. juliformis
- P. j. danicus